# Badewannenrennen

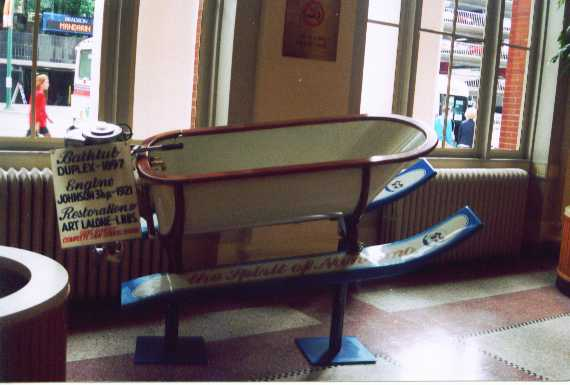
Kanadische „Rennbadewanne“

Bei einem Badewannenrennen müssen die Teilnehmer entweder, mit einem selbstgebauten Boot auf einem Fluss oder ähnlichem Gewässer schneller als die Gegner ins Ziel zu kommen, oder das schönste schwimmfähige Boot zu präsentieren. Beim Bau der Boote ist bei einigen Rennen zu beachten, dass als Grundlage eine handelsübliche Badewanne dienen muss. Bei anderen Rennen, wie z. B. ehemals den Régates de Baquet vor dem Völkerschlachtdenkmal in Leipzig, gelten zwar enge bauliche Beschränkungen, es ist jedoch nicht verpflichtend, eine Badewanne zu verwenden.
Da es keine Baubeschränkungen gibt, können je nach Gewässer und Statik des Bootes Beschädigungen auftreten, wodurch es oft zu Havarien kommt.

## Geschichte

### Leipzig
Das internationale Badewannenrennen „Régates de Baquet“ galt als traditionsreichstes Badewannenrennen Deutschlands und wurde vom soziokulturellen Zentrum die naTo ausgetragen. Es war deutschlandweit eines der publikumsstärksten und wurde zwischen 1992 und 2015 jährlich in Leipzig im Sommer durchgeführt. Es fand direkt am Völkerschlachtdenkmal statt. Auf dem 1,50 Meter tiefen Wasserbecken kämpften Teams in den Disziplinen „Kurzsprint“, „Hindernisfahrt“, „große Regatta“ und „Wannenstechen“. Darüber hinaus wurden die Sonderpreise „Familien- und umweltfreundliche Ingenieurleistung“ und „Gold-Noten im Wendebereich“ sowie der „Designpreis“ vergeben.
Inzwischen gibt es wieder ein Badewannenrennen in Leipzig im Kontext des Wasserfestes in Thekla.

### Weischütz
Das Badewannenrennen in Weischütz (Sachsen-Anhalt) findet bereits seit 1997 statt. Es wird am örtlichen Fluss, der Unstrut, ausgetragen. Zeitpunkt der Veranstaltung ist meist Anfang Juli zur jährlichen „Unstrutparty“. Das gesamte Badewannenrennen setzt sich aus folgenden Wettbewerben zusammen:
- Erwachsene
- Kinder
- Retro-Rennen
- Gaudi-Rennen

Bei den ersten zwei Kategorien steht der Wettkampf im Vordergrund. Es gilt, möglichst als erster das Ziel, die Unstrutbrücke, zu durchfahren. Je nach Teilnehmerzahl werden in den ersten beiden Kategorien die Teilnehmer in mehrere Läufe aufgeteilt. Unter den Besten werden in einem finalen Stechen die Gewinner ermittelt. Beim Gaudi-Rennen steht der Spaßfaktor im Vordergrund. Alles, was schwimmen kann, ist erlaubt.
Im Laufe der Jahre gab es einige Innovationen. Zum einen wurde das Retro-Badewannenrennen eingeführt. Diese Disziplin erfordert mehr Geschick und ein größeres Gefühl für Balance, denn es wird in „puren“ Wannen gefahren; d. h. die Wannen werden nicht umgebaut und technisch verändert. Hinzu kommt, dass die Retrorennwannenfahrer weder Ruder noch Paddel zu Hilfe nehmen dürfen. Da diese Disziplin  schwieriger ist als die anderen, erfolgt dieser Lauf über eine kürzere Strecke. Ab 2008 wurden Hindernisse in die Strecke eingebaut. Es gibt nun mehrere Tore, die durch je zwei Bojen begrenzt werden, diese gilt es zu durchfahren, um ein gültiges Rennergebnis zu erzielen.

### Würm (Geilenkirchen)
Eine der bekanntesten Initiatoren des Badewannensports ist die Karnevalsgesellschaft KG Würmer Wenk e. V. 1949 aus Würm bei Geilenkirchen. Sie organisiert schon seit dem Jahr 2000 das inzwischen zur Tradition gewordene alljährliche Badewannenrennen auf der Wurm, einem kleinen Zufluss der Rur mit Ursprung bei Aachen. Das Rennen findet zwar als Zeitfahren statt, bei diesem Badewannenrennen geht es aber eigentlich nur um den Spaßfaktor. Jedes Jahr starten ca. 30 Teams um die berühmte Strecke von circa 1 km Länge inkl. drei Stromschnellen (Sohlgleiten) zu bezwingen. Weil der Spaß im Vordergrund steht, wird nicht nur Platz 1 der Herren- und Damenteams (Wanderpokal) prämiert, sondern ganz in Karnevalsmanier die Plätze 11, 22, 33 usw. Das Rennen lockt jährlich zwischen 12.000 und 15.000 Besucher an das kleine Flüsschen Wurm.
Mit der Zeit sind immer mehr Veranstaltungen dieser Art in ganz Deutschland entstanden.

## Ausrüstung
Für die Teilnahme benötigt man eine Schwimmfähig gemachte Badewanne und ein Paddel. Des Weiteren sollte man sich mit hinreichender Sicherheitsausrüstung, (wie zum Beispiel Helm, Schutzbrille, festes Schuhwerkund Co.) ausrüsten.